# 薛鳳翔
薛鳳翔（1579年—？），字覽之，號對龍，山東濟南府濱州人，軍籍，明朝政治人物。

## 生平
萬曆三十四年（1606年）丙午科山東鄉試第七十五名舉人，三十五年（1607年）中式丁未科會試第二百四十九名，三甲第一百六十五名進士。都察院觀政，授濬縣知縣，擢兵科給事中，四十六年（1618年）升戶科左給事中，同年升吏科都給事中，天啟二年（1622年）二月升太常寺少卿，同年任鄉試同考官，四年（1624年）升大理寺左少卿，五年（1625年）六月升太常寺卿，六年（1626年）正月升工部左侍郎，五月升工部尚書，同年加太子太保，七年（1627年）加太子太傅，崇禎元年（1628年）正月養病，同年八月以黨附魏忠賢削籍為民。

## 著作
著有《三垣諫草》。

## 家族
曾祖薛鏞，冠帶生員；祖父薛承洙，舉人、通判；父薛枝芳，庠生。母李氏。慈侍下。兄薛鳳翱，弟薛鳳翾、薛鳳翥。